# 푸앵카레 군
푸앵카레 군(Poincaré群, Poincaré group)은 민코프스키 공간의 대칭군이다. 공간 회전 3방향과 로런츠 변환 3방향, 공간 병진 3방향과 시간 병진 1방향으로 총 10차원의 리 군을 이룬다. 앙리 푸앵카레의 이름을 땄다. 기호로는 보통 ISO(3,1)을 쓴다. "ISO"는 "inhomogeneous special orthogonal group"의 약자로, 즉 로런츠 군 SO(3,1)에다 병진군 {\displaystyle \mathbb {R} ^{4}}를 추가한 군이다.

## 정의
d 차원 푸앵카레 군은 병진 변환의 아벨 군 {\displaystyle \mathbb {R} ^{d}}과 로런츠 군 {\displaystyle SO(d-1,1)}의 반직접곱이다. 즉,
{\displaystyle \operatorname {ISO} (d-1,1)=\mathbb {R} ^{d}\rtimes \operatorname {SO} (3,1)}
이다. 이때 사용되는 작용은 {\displaystyle \operatorname {SO} (d-1,1)}의 행렬로서의 자연스런 작용이다. 즉, {\displaystyle M\in \operatorname {SO} (d-1,1)}의 {\displaystyle v\in \mathbb {R} ^{d}}에 대한 작용은
{\displaystyle M\colon v\to Mv}
이며, {\displaystyle Mv}는 행렬로서의 곱셈이다.

## 성질
d차원 민코프스키 공간에서의 푸앵카레 군의 차원은
{\displaystyle \dim \operatorname {ISO} (1,d-1)=d+{\frac {d(d-1)}{2}}=d(d+1)/2}
이다. 특히, 4차원 푸앵카레 변환은 10차원의 리 군을 이룬다.
푸앵카레 군 ISO(3,1)의 임의의 원소 {\displaystyle (\Lambda _{\nu }^{\mu },a^{\mu })}은 사차원 벡터 {\displaystyle x^{\mu }}에 다음과 같이 작용한다.
{\displaystyle x^{\mu }\mapsto x^{'\mu }={\Lambda ^{\mu }}_{\nu }x^{\nu }+a^{\mu }}.
여기서 {\displaystyle \Lambda _{\nu }^{\mu }}는 임의의 로런츠 변환이고, {\displaystyle a^{\mu }}는 임의의 사차원 벡터다. 즉, 일반적인 푸앵카레 변환은 로런츠 변환과 사차원 병진 변환(translation)의 합성이다. 어떤 이론 또는 스칼라 값이 임의의 푸앵카레 변환 아래 불변이면 그 이론 또는 값이 푸앵카레 대칭성을 지닌다고 한다.
푸앵카레 변환은 민코프스키 공간의 내적
{\displaystyle x^{\mu }x_{\mu }=x^{\mu }x^{\nu }\eta _{\mu \nu }=(ct)^{2}-x^{2}-y^{2}-z^{2}}
을 보존한다. 따라서 푸앵카레 군은 민코프스키 공간에 대한 유클리드 군(Euclidean group, 유클리드 공간의 대칭군)에 해당하는 군으로 생각할 수 있다.
푸앵카레 변환 가운데 {\displaystyle a^{\mu }=0}인 경우는 로런츠 변환이고, 로런츠 변환으로 이루어진 리 군을 로런츠 군(Lorentz group, 기호 SO(3,1)), 로런츠 변환에 대한 대칭을 로런츠 대칭성(Lorentz symmetry)이라고 한다.
앞의 변환 {\displaystyle x^{\mu }\to x^{'\mu }={\Lambda ^{\mu }}_{\nu }x^{\nu }+a^{\mu }}의 연산자를 {\displaystyle (\Lambda ,a)}라고 하면 다음과 같은 성질을 만족한다.
- {\displaystyle (\Lambda ,a)(M,b)=(\Lambda M,\Lambda b+a)}
- {\displaystyle (\Lambda ,a)^{-1}=(\Lambda ^{-1},-\Lambda ^{-1}a)}
- {\displaystyle [(\Lambda ,a)(M,b)](N,c)=(\Lambda ,a)[(M,b)(N,c)]}

푸앵카레 군의 군 표현론은 위그너 분류라고 불린다.

### 리 대수
푸앵카레 대칭군의 리 대수는 다음과 같다.
이것은 등각 대칭이다.
{\displaystyle [P_{\mu },P_{\nu }]=0}
{\displaystyle [M_{\mu \nu },P_{\rho }]=i\left(\eta _{\mu \rho }P_{\nu }-\eta _{\nu \rho }P_{\mu }\right)}
{\displaystyle [M_{\mu \nu },M_{\rho \sigma }]=i\left(\eta _{\mu \rho }M_{\nu \sigma }-\eta _{\mu \sigma }M_{\nu \rho }-\eta _{\nu \rho }M_{\mu \sigma }+\eta _{\nu \sigma }M_{\mu \rho }\right)}

## 역사
헤르만 민코프스키가 1908년에 도입하였다. 앙리 푸앵카레는 사실 푸앵카레 군에 대해 논하지 않았으나, 푸앵카레는 1905년에 로런츠 군이 군을 이룬다는 사실을 보였고, 푸앵카레의 이름을 따 명명되었다.

## 같이 보기
- 유클리드 군
- 위그너 분류
- 파울리-루반스키 벡터
- 입자물리학과 표현론의 관계